# マタイス・ブランデルホルスト
マタイス・ブランデルホルスト（Mattijs Branderhorst、1993年12月31日 - ）は、オランダ・ティール出身のサッカー選手。FCユトレヒト所属。ポジションはGK。

## クラブ経歴
ヴィレムIIの下部組織をへて、2015年にMVVマーストリヒトにレンタルされた 。2017年10月15日、FCトゥウェンテ戦でヴィレムIIデビューを果たした。
2019年1月28日、NECナイメヘンに期限付き移籍した。
2023年7月、FCユトレヒトに移籍した。